# Konvektionsström
Konvektionsström är rörelsen av elektroner och/eller joner i vakuum.
Ström är laddningar i rörelse. Det finns flera typer av elektrisk ström orsakad av rörelsen hos fria laddningar. Konduktionsström i ledare och halvledare uppstår på grund av drift av ledande elektroner och/eller hål. Elektrolytisk ström är resultatet av rörelsen hos positiva och negativa joner. 